# Conothele birmanica
Conothele birmanica är en spindelart som beskrevs av Tamerlan Thorell 1887. Conothele birmanica ingår i släktet Conothele och familjen Ctenizidae.
Artens utbredningsområde är Myanmar. Inga underarter finns listade i Catalogue of Life.